# Strängsereds kyrka

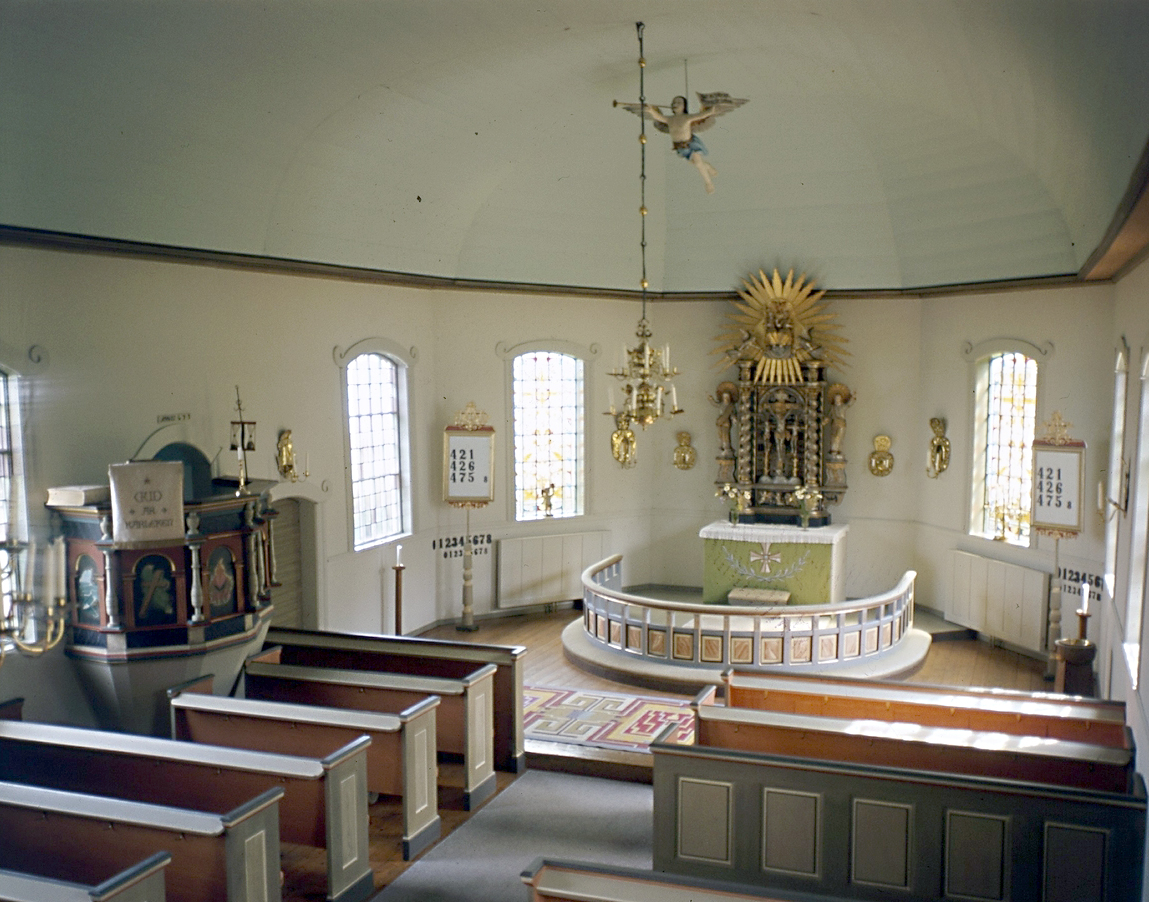
Interiör mot koret 1975

Strängesereds kyrka är en kyrkobyggnad i den östra delen av Ulricehamns kommun. Den tillhör sedan 2006 Hössna församling (tidigare Strängsereds församling) i Skara stift.

## Historia
Ett tidigare kapell på platsen vid stranden av Strängseredssjön var troligen av trä, men dess utseende är obekant. Den ersattes av nuvarande kyrka 1671.

## Kyrkobyggnaden
Timmerkyrkan uppfördes 1671. Kyrktornet i väster tillkom 1822 då en klockstapel från 1752 flyttades till västra gaveln och byggdes om till torn. År 1824 uppfördes nuvarande tresidiga kor av samma bredd som övriga kyrkan. En stor renovering genomfördes åren 1906-1907 efter program av arkitekt J Karling varvid korfönster med glasmålningar sattes in. De lutande träväggarna stagades upp med järnvägsräls och fönstren försågs med gjutjärnsbågar. I kyrkorummet lades nytt golv in och korgolvet höjdes. Åren 1952-1953 genomfördes en restaurering som var projekterad av arkitekt Ärland Noreen. Kaminerna ersattes med elektrisk uppvärmning och belysning installerades. Hela interiören fick ny färgsättning med marmoreringar och trägolven laserades.

## Inventarier
- Predikstolen är enligt inskription tillverkad 1673. Renoverad 1953.
- Altaruppsatsen är tillverkad 1785 av bildhuggaren Jöns Lindberg från Sandhems socken. Renoverad 1953.
- En dopfunt av ek tillkom vid renoveringen 1906-1907.

### Klockor
Den äldsta klockan är gjuten i Jönköping 1755 och den yngsta tillkom 1971.

### Orgel
Orgeln är tillverkad 1877 av Svante Johansson i Liared och utökades 1930 med tre stämmor av Liareds orgelbyggeri. Orgeln är inte spelbar och tagen ur bruk. Spelbord och pedalbord togs bort 2002 och magasinerades. Framför fasaden i empirstill står spelbord till en digital orgel som numera är huvudinstrument och högtalare har monterats på ovansidan av instrumentet.